# Eliminacje do Mistrzostw Europy w Piłce Nożnej 2008/Grupa G
27 stycznia 2006 odbyło się losowanie grup eliminacyjnych Euro '08. 50 zespołów narodowych, które biorą udział w tych rozgrywkach zostało podzielonych przez UEFA na sześć koszyków po siedem drużyn oraz jeden, w którym jest ośmiu uczestników. Do grupy G zostały rozlosowane następujące drużyny:
- Holandia
- Bułgaria
- Rumunia
- Słowenia
- Albania
- Białoruś
- Luksemburg

Eliminacje w grupie G rozpoczęły się 2 września 2006 i trwały do 21 listopada 2007.

## Tabela
| Drużyna    | Pkt | M  | Z | R | P  | Br+ | Br- | +/- |
| ---------- | --- | -- | - | - | -- | --- | --- | --- |
| Rumunia    | 29  | 12 | 9 | 2 | 1  | 26  | 7   | +19 |
| Holandia   | 26  | 12 | 8 | 2 | 2  | 15  | 5   | +10 |
| Bułgaria   | 25  | 12 | 7 | 4 | 1  | 18  | 7   | +11 |
| Białoruś   | 13  | 12 | 4 | 1 | 7  | 17  | 23  | -6  |
| Albania    | 12  | 12 | 2 | 5 | 5  | 12  | 18  | -6  |
| Słowenia   | 11  | 12 | 3 | 2 | 7  | 9   | 16  | -7  |
| Luksemburg | 3   | 12 | 1 | 0 | 11 | 2   | 23  | -21 |

Uwagi:
Do finałów ME 2008 awansowały:
- Rumunia
- Holandia

Bez awansu pozostały:
- Bułgaria
- Białoruś
- Albania
- Słowenia
- Luksemburg

## Wyniki
| 2 września 2006 18:00 CET | Białoruś · Kałaczew 2' · Ramaszczanka 24' | 2:2en | Albania · Skela 7' (k) · Hasi 86' | Stadion Dynama Mińsk, Mińsk · Widzów: 23,000 · Sędzia: Asumaa ( Finlandia) · |
|                           |                                           |       |                                   |                                                                              |

| 2 września 2006 20:00 CET | Rumunia · Roșu 40' · Marica 54' | 2:2en | Bułgaria · M. Petrow 82' 84' | Stadionul Gheorghe Hagi, Konstanca · Widzów: 15,000 · Sędzia: Farina ( Włochy) · |
|                           |                                 |       |                              |                                                                                  |

| 2 września 2006 20:30 CET | Luksemburg | 0:1en | Holandia · Mathijsen 26' | Stade Josy Barthel, Luksemburg · Widzów: 8,000 · Sędzia: Ferreira ( Portugalia) · |
|                           |            |       |                          |                                                                                   |

| 6 września 2006 19:00 CET | Bułgaria · Bożinow 58' · M. Petrow 70' · Tełkijski 79' | 3:0en | Słowenia | Stadion Narodowy im. Wasiła Lewskiego, Sofia · Widzów: 16,000 · Sędzia: Larsen ( Dania) · |
|                           |                                                        |       |          |                                                                                           |

| 6 września 2006 20:00 CET | Albania | 0:2en | Rumunia · Dică 65' · Mutu 75' (k) | Stadion im. Qemala Stafy, Tirana · Widzów: 10,000 · Sędzia: Benquerença ( Portugalia) · |
|                           |         |       |                                   |                                                                                         |

| 6 września 2006 20:30 CET | Holandia · Van Persie 33' 78' · Kuijt 90+2' | 3:0en | Białoruś | Philips Stadion, Eindhoven · Widzów: 35,000 · Sędzia: Webb ( Anglia) · |
|                           |                                             |       |          |                                                                        |

| 7 października 2006 19:15 CET | Rumunia · Mutu 7' · Marica 10' · D. Goian 76' | 3:1en | Białoruś · Karnilenka 20' | Stadion Ghencea, Bukareszt · Widzów: 12,000 · Sędzia: Undiano ( Hiszpania) · |
|                               |                                               |       |                           |                                                                              |

| 7 października 2006 20:00 CET | Bułgaria · M. Petrow 12' | 1:1en | Holandia · Van Persie 62' | Stadion Narodowy im. Wasiła Lewskiego, Sofia · Widzów: 40,547 · Sędzia: Øvrebø ( Norwegia) · |
|                               |                          |       |                           |                                                                                              |

| 7 października 2006 20:45 CET | Słowenia · Novakovič 30' · Koren 44' | 2:0en | Luksemburg | Arena Petrol, Celje · Widzów: 3,500 · Sędzia: Kailis ( Cypr) · |
|                               |                                      |       |            |                                                                |

| 11 października 2006 17:00 CET | Białoruś · Kowba 18' · Karnilenka 52' 60' · Karyćka 85' | 4:2en | Słowenia · Cesar 19' · Lavrič 43' | Stadion Dynama Mińsk, Mińsk · Widzów: 23,000 · Sędzia: Kassai ( Węgry) · |
|                                |                                                         |       |                                   |                                                                          |

| 11 października 2006 20:15 CET | Luksemburg | 0:1en | Bułgaria · Tunczew 26' | Stade Josy Barthel, Luksemburg · Widzów: 3,156 · Sędzia: Panic ( Bośnia i Hercegowina) · |
|                                |            |       |                        |                                                                                          |

| 11 października 2006 20:30 CET | Holandia · Van Persie 15' · Beqaj 42' (sam) | 2:1en | Albania · Curri 67' | Amsterdam ArenA, Amsterdam · Widzów: 40,000 · Sędzia: Yefet ( Izrael) · |
|                                |                                             |       |                     |                                                                         |

| 24 marca 2007 17:00 CET | Luksemburg · Sagramola 68' | 1:2en | Białoruś · Kałaczew 25' · Kutuzau 54' | Stade Josy Barthel, Luksemburg · Widzów: 2,000 · Sędzia: Whitby ( Walia) · |
|                         |                            |       |                                       |                                                                            |

| 24 marca 2007 17:00 CET | Albania | 0:0en | Słowenia | Stadion Loro-Boriçi, Szkodra · Widzów: 12,000 · Sędzia: Attard ( Malta) · |
|                         |         |       |          |                                                                           |

| 24 marca 2007 20:30 CET | Holandia | 0:0en | Rumunia | Stadion Feijenoord, Rotterdam · Widzów: 49,000 · Sędzia: Merk ( Niemcy) · |
|                         |          |       |         |                                                                           |

| 28 marca 2007 17:00 CET | Bułgaria | 0:0en | Albania | Stadion Narodowy im. Wasiła Lewskiego, Sofia · Widzów: 25,000 · Sędzia: Eriksson ( Szwecja) · |
|                         |          |       |         |                                                                                               |

| 28 marca 2007 17:30 CET | Rumunia · Mutu 26' · Contra 56' · Marica 90' | 3:0en | Luksemburg | Stadion Ceahlăul, Piatra Neamț · Widzów: 12 000 · Sędzia: Lajuks ( Łotwa) · |
|                         |                                              |       |            |                                                                             |

| 28 marca 2007 20:45 CET | Słowenia | 0:1en | Holandia · van Bronckhorst 86' | Arena Petrol, Celje · Widzów: 9,500 · Sędzia: M. González ( Hiszpania) · |
|                         |          |       |                                |                                                                          |

| 2 czerwca 2007 20:30 CET | Albania · Kapllani 38' · Haxhi 57' | 2:0en | Luksemburg | Stadion im. Qemala Stafy, Tirana · Widzów: 8,000 · Sędzia: Silagava ( Gruzja) · |
|                          |                                    |       |            |                                                                                 |

| 2 czerwca 2007 20:45 CET | Słowenia · Vršič 90+4' | 1:2en | Rumunia · Tamaș 52' · Nicoliță 69' | Arena Petrol, Celje · Widzów: 6,000 · Sędzia: Dougal ( Szkocja) · |
|                          |                        |       |                                    |                                                                   |

| 2 czerwca 2007 20:00 CET | Białoruś | 0:2en | Bułgaria · Berbatow 28' 46' | Stadion Dynama Mińsk, Mińsk · Widzów: 29,000 · Sędzia: Jára ( Czechy) · |
|                          |          |       |                             |                                                                         |

| 6 czerwca 2007 19:00 CET | Bułgaria · M. Petrow 10' · Jankow 40' | 2:1en | Białoruś · Wasiluk 5' (k) | Stadion Narodowy im. Wasiła Lewskiego, Sofia · Widzów: 10,227 · Sędzia: Jakobsson ( Islandia) · |
|                          |                                       |       |                           |                                                                                                 |

| 6 czerwca 2007 20:15 CET | Luksemburg | 0:3en | Albania · Skela 25' · Kapllani 36' 72' | Stade Josy Barthel, Luksemburg · Widzów: 4,325 · Sędzia: Malzinskas ( Litwa) · |
|                          |            |       |                                        |                                                                                |

| 6 czerwca 2007 20:00 CET | Rumunia · Mutu 40' · Contra 70' | 2:0en | Słowenia | Stadion im. Dana Păltinișanu, Timișoara · Widzów: 22,000 · Sędzia: Yefet ( Izrael) · |
|                          |                                 |       |          |                                                                                      |

| 8 września 2007 17:00 CET | Luksemburg | 0:3en | Słowenia · Lavrič 7' 47' · Novakovič 37' | Stade Josy Barthel, Luksemburg · Widzów: 2,012 · Sędzia: Berezka ( Ukraina) · |
|                           |            |       |                                          |                                                                               |

| 8 września 2007 18:00 CET | Białoruś · Ramaszczanka 20' | 1:3en | Rumunia · Mutu 16' 77' (k) · Dică 42' | Stadion Dynama Mińsk, Mińsk · Widzów: 19,320 · Sędzia: Fröjdfeldt ( Szwecja) · |
|                           |                             |       |                                       |                                                                                |

| 8 września 2007 20:30 CET | Holandia · Sneijder 22' · van Nistelrooy 58' | 2:0en | Bułgaria | Amsterdam ArenA, Amsterdam · Widzów: 50,000 · Sędzia: Medina ( Hiszpania) · |
|                           |                                              |       |          |                                                                             |

| 12 września 2007 19:30 CET | Bułgaria · Berbatow 27' 28' · Petrow 54' (k) | 3:0en | Luksemburg | Stadion Narodowy im. Wasiła Lewskiego, Sofia · Widzów: 8,000 · Sędzia: Demirlek ( Turcja) |
|                            |                                              |       |            |                                                                                           |

| 12 września 2007 19:45 CET | Słowenia · Lavric 3' (k) | 1:0en | Białoruś | Arena Petrol, Celje · Widzów: 4,000 · Sędzia: Banari ( Mołdawia) |
|                            |                          |       |          |                                                                  |

| 12 września 2007 20:45 CET | Albania | 0:1en | Holandia · van Nistelrooy 90+1' | Stadion im. Qemala Stafy, Tirana · Widzów: 19,600 · Sędzia: Riley ( Anglia) |
|                            |         |       |                                 |                                                                             |

| 13 października 2007 | Rumunia · Goian 71' | 1:0en | Holandia | Stadion Farul, Konstanca Sędzia: Kiros Wasaras |
|                      |                     |       |          |                                                |

| 13 października 2007 | Białoruś | 0:1en | Luksemburg · Leweck 90+5' | Stadion Centralny w Homlu Sędzia: Michael Svendsen |
|                      |          |       |                           |                                                    |

| 13 października 2007 | Słowenia | 0:0en | Albania | Arena Petrol · Sędzia: Duarte Nuno Pereira Gomes ( Portugalia) |
|                      |          |       |         |                                                                |

| 17 października 2007 | Luksemburg | 0:2en | Rumunia · Petre 42' · Marica 61' | Stade Josy Barthel, Luksemburg · Sędzia: Felix Brych ( Niemcy) |
|                      |            |       |                                  |                                                                |

| 17 października 2007 | Holandia · Sneijder 14' · Huntelar 86' | 2:0en | Słowenia | Philips Stadion, Eindhoven · Sędzia: Nicola Rizzoli ( Włochy) |
|                      |                                        |       |          |                                                               |

| 17 października 2007 | Albania · Kisziszew 31' (o.g) | 1:1 | Bułgaria · Berbatow 88' | Stadion im. Qemala Stafy, Tirana · Sędzia: Fritz Stuchlik ( Austria) |
|                      |                               |     |                         |                                                                      |

| 17 listopada 2007 17:00 CET | Bułgaria · Dimitrow 6' | 1:0 | Rumunia | Stadion Narodowy im. Wasiła Lewskiego, Sofia · Sędzia: Plautz ( Austria) |
|                             |                        |     |         |                                                                          |

| 17 listopada 2007 20:00 CET | Albania · Bogdani 39' · Kapllani 43' | 2:4 | Białoruś · Romashchenko 28' 63' (k) · Kutuzov 45+1' 54' | Stadion im. Qemala Stafy, Tirana · Sędzia: Demirlek ( Turcja) |
|                             |                                      |     |                                                         |                                                               |

| 17 listopada 2007 20:30 CET | Holandia · Koevermans 43' | 1:0 | Luksemburg | Stadion Feijenoord, Rotterdam · Sędzia: Hansson ( Szwecja) |
|                             |                           |     |            |                                                            |

| 21 listopada 2007 | Rumunia · Dică 22' 73' (k) · Tamaș 53' · Niculae 64' 66' · Marica 71' | 6:1 | Albania · Kapllani 65' | Stadionul Național, Bukareszt · Sędzia: Trivković ( Chorwacja) |
|                   |                                                                       |     |                        |                                                                |

| 21 listopada 2007 | Słowenia | 0:2 | Bułgaria · Georgiew 81' · Berbatow 84' | Arena Petrol, Celje · Sędzia: Webb ( Anglia) |
|                   |          |     |                                        |                                              |

| 21 listopada 2007 | Białoruś · Bulyga 49' · Korythko 65' | 2:1 | Holandia · van der Vaart 89' | Stadion Dynama Mińsk, Mińsk · Sędzia: Layec ( Francja) |
|                   |                                      |     |                              |                                                        |